# Titiotus marin
Titiotus marin is een spinnensoort uit de familie Tengellidae. De soort komt voor in de Verenigde Staten.